# Gheorghe Dogărescu
Gheorghe Dogărescu (Viziru, 15 de maio de 1960 – 18 de agosto de 2020) foi um handebolista romeno. Atuou na Seleção Romena de Handebol, com a qual conquistou a medalha de bronze nos Jogos Olímpicos de Verão de 1984 em Los Angeles.
Morreu no dia 18 de agosto de 2020, aos 60 anos.

## Títulos
- Jogos Olímpicos:
  - Bronze: 1984